# Attica State
Attica State är en låt från 1972 av John Lennon och Yoko Ono på albumet Some Time in New York City. Låten handlar om ett uppror som skedde 9 september 1971 i fängelset Attica Correctional Facility vid Attika utanför New York. Ironiskt nog sitter Lennons mördare, Mark David Chapman, i detta fängelse.